# Thaipusam

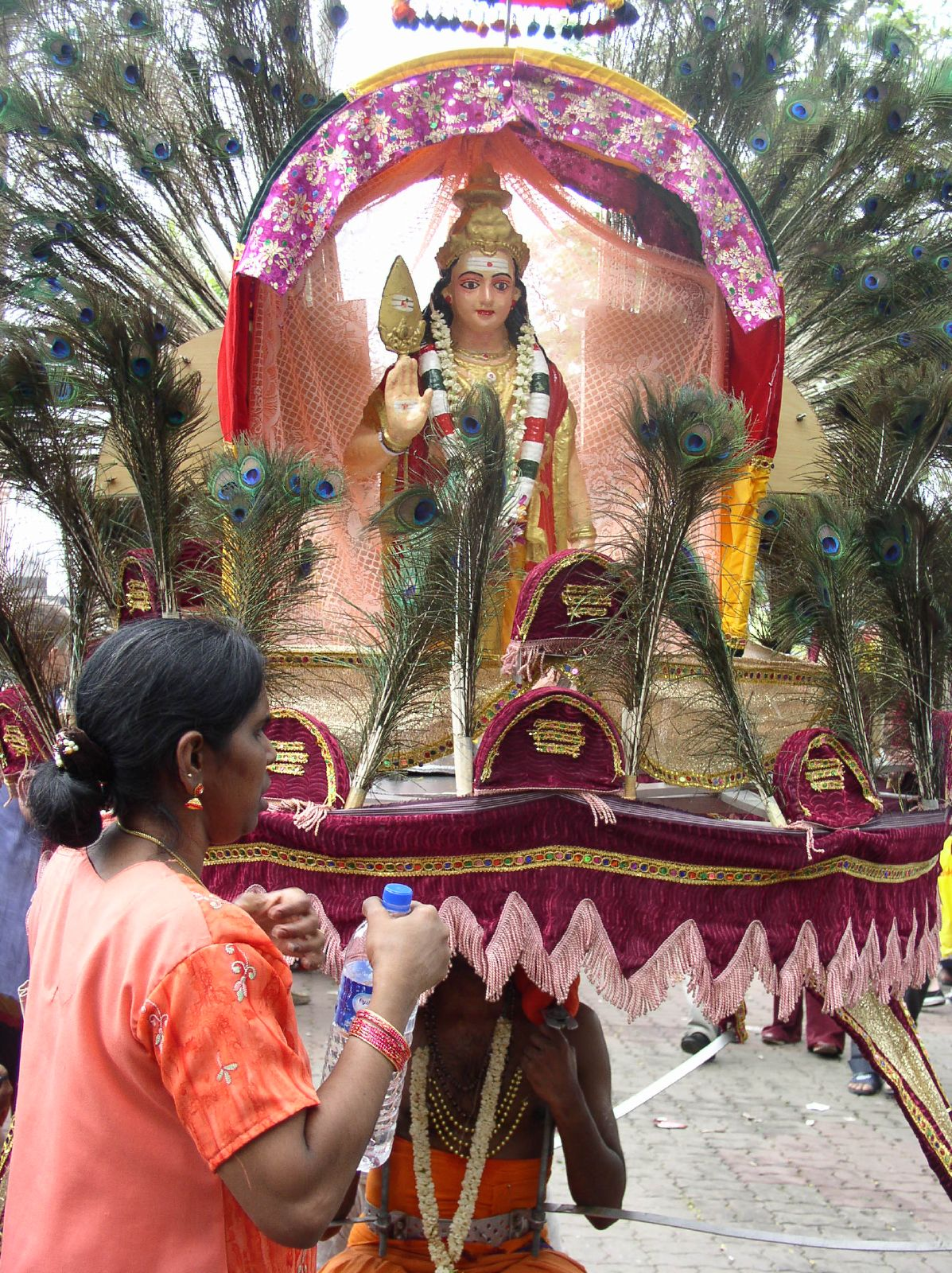
Götterbild Murugans während Thaipusam

Thaipusam (Tamil: தைப்பூசம் oder Thai Poosam Kavady) ist ein besonders von Tamilen am Vollmond des tamilischen Monats Thai (Januar/Februar) gefeiertes Hindu-Fest. Pusam bezieht sich auf einen Stern, der während des Festes seine höchste Position erreicht hat. Das Fest gedenkt einerseits des Geburtstags von Gott Murugan (auch Subramaniam oder Skanda  genannt), dem jüngsten Sohn von Shiva und Parvati, sowie der Übergabe einer vel (Lanze) von Parvati an Murugan, damit er den Dämonen (Rakshasa) Soorapadman besiegen könne. Das Fest wird nicht nur im Süden von Indien ausgelassen gefeiert, sondern ebenso in Malaysia und Singapur. Auf den Maskarenen wird das Fest unter dem Namen Kavadi (Cavadee) gefeiert. So heißt allgemein ein mit Kettchen, bunten Stoffen oder Eisenstäben ausgestattetes Holzgestell, das die Gläubigen während der Prozession tragen.

## Mythos
Während des Kampfes zwischen den dämonischen Asuras und den himmlischen Devas unterlagen stets die Devas, sie waren nicht fähig, den asurischen Kräften zu widerstehen. Vor Verzweiflung wandten sie sich an Shiva und flehten ihn an, ihnen einen fähigen Führer zur Verfügung zu stellen, unter dessen heldenhafter Führung sie doch noch einen Sieg erringen könnten. Der gnädige Gott erfüllte ihren Wunsch durch die Erschaffung des mächtigen, göttlichen Kriegers Murugan. Dieser übernahm die Kontrolle über die himmlischen Kräfte und besiegte die Asuras.